# Nini Salerno
Roberto Salerno, detto Nini (Verona, 8 ottobre 1948), è un attore, regista, cantante, comico e cabarettista italiano, già componente del gruppo cabarettistico I Gatti di Vicolo Miracoli.

## Biografia
Ninì Salerno è tra i fondatori de I Gatti di Vicolo Miracoli, con loro fin dal 1971 e con cui rimane fino allo scioglimento del gruppo nel 1985. Successivamente è attivo nel cinema, nella televisione e nel teatro, anche come regista e sceneggiatore.
Come personaggio televisivo, ha al suo attivo programmi televisivi come Quo vadiz? (1984, Rete 4); Un fantastico tragico venerdì (1986, Rete 4) e Amici mostri (1993-1994, TMC). È stato ospite fisso di Buona Domenica nella stagione 1998-99.
Nel 2015 ha prestato il proprio volto alla pubblicità della Fiat 500X e nel 2016 ha partecipato alla pubblicità della Fiat 124 Spider.

### Vita privata
L'attore è il fratello di Nicola Salerno, componente dei RADAR e dei NAD, ed è anche parente del celebre giornalista radiofonico Paolo Salerno. Sposato con Patrizia, che ispirò "Rimmel", uno dei più grandi successi di Francesco De Gregori. Durante un viaggio in Martinica nel 1978 un locale gli affidò il figlio perché lo portasse con sè in Italia: il bambino (all'epoca di 2 anni) fu adottato da Salerno: Garvey Salerno.

## Filmografia

### Attore

#### Cinema
- Un ufficiale non si arrende mai nemmeno di fronte all'evidenza, firmato Colonnello Buttiglione, regia di Mino Guerrini (1973)
- Arrivano i gatti, regia di Carlo Vanzina (1980)
- Una vacanza bestiale, regia di Carlo Vanzina (1981)
- Arrivano i miei, regia di Ninì Salerno (1983)
- Secondo Ponzio Pilato, regia di Luigi Magni (1987)
- Turné, regia di Gabriele Salvatores (1990)
- I taràssachi, regia di Francesco Ranieri Martinotti, Rocco Mortelliti e Fulvio Ottaviano (1990)
- Il barbiere di Rio, regia di Giovanni Veronesi (1996)
- Bruno aspetta in macchina, regia di Duccio Camerini (1996)
- Il testimone dello sposo, regia di Pupi Avati (1997)
- Gli inaffidabili, regia di Jerry Calà (1997)
- Senza movente, regia di Luciano Odorisio (1999)
- Metronotte, regia di Francesco Calogero (2000)
- 2061 - Un anno eccezionale, regia di Carlo Vanzina (2007)
- E io non pago - L'Italia dei furbetti, regia di Alessandro Capone (2012)
- Mamma non vuole, regia di Antonio Pisu – cortometraggio (2016)
- Nobili bugie, regia di Antonio Pisu (2017)
- Niente di serio, regia di Laszlo Barbo (2017)
- A mano disarmata, regia di Claudio Bonivento (2019)
- Odissea nell'ospizio, regia di Jerry Calà (2019)
- Nati 2 volte, regia di Pierluigi Di Lallo (2019)
- Io e Angela, regia di Herbert Simone Paragnani (2021)

#### Televisione
- Quo vadiz? – serie TV (1984)
- Un fantastico tragico venerdì – serie TV (1986)
- I ragazzi del muretto – serie TV, 3 episodi (1991)
- I tre moschettieri – serie TV (1991)
- Il commissario Corso – serie TV (1991)
- Un inviato molto speciale – serie TV, 1 episodio (1992)
- Papà prende moglie – miniserie TV (1993)
- Amici mostri - programma TV per ragazzi (1994)
- L'amore che non sai – serie TV, 1 episodio (1994)
- Non chiamatemi papà – film TV (1997)
- Provincia segreta – miniserie TV (1998)
- La forza dell'amore, regia di Vincenzo Verdecchi – miniserie TV (1998)
- Squadra mobile scomparsi – serie TV (1999)
- Anni '60, regia di Carlo Vanzina – miniserie TV (1999)
- Un medico in famiglia – serie TV, 2 episodi (1999-2000)
- Valeria medico legale – serie TV, 3 episodi (2000)
- Come quando fuori piove, regia di Mario Monicelli – miniserie TV (2000)
- L'attentatuni – film TV (2001)
- Soldati di pace – film TV (2001)
- Don Matteo – serie TV, 1 episodio (2004)
- La stagione dei delitti – serie TV, 10 episodi (2004-2007)
- La figlia del capitano – film TV (2012)
- Anita Garibaldi – film TV (2012)

### Regista
- Arrivano i miei (1983)
- Aquile – film TV (1990)
- I ragazzi del muretto – serie TV, 3 episodi (1991)
- Papà prende moglie, regia di Nini Salerno – miniserie TV (1993)
- Non chiamatemi papà – film TV (1997)

### Sceneggiatore
- Una vacanza bestiale, regia di Carlo Vanzina (1980)
- Arrivano i gatti, regia di Carlo Vanzina (1981)
- Odissea nell'ospizio, regia di Jerry Calà (2019)

## Discografia

### Discografia con I Gatti di Vicolo Miracoli

#### Album
- 1972 - I Gatti di Vicolo Miracoli
- 1975 - In caduta libera
- 1979 - I Gatti di Vicolo Miracoli

#### Raccolte
- 2008 - Le più belle canzoni
- 2016 - Playlist

#### Singoli
- 1971 - L'ultimo fiore/Notte, notte
- 1971 - Michelino/Storia di un lavoratore che rimane vittima delle disgrazie più cattive...
- 1977 - Una città/In caduta libera
- 1977 - Prova/Rocky Maiale
- 1978 - Capito?!
- 1979 - Discogatto/Verona Beat
- 1980 - Ciao
- 1980 - No-No-No-No-No/Verona Beat
- 1983 - L'aerobica è chic/Koppa la vecia
- 1985 - Singer's Solitude/Verona Beat